# نيثيين
نيثيين (بالتيلوغوية: నితిన్)‏ هو منتج أفلام وممثل هندي، ولد في 30 مارس 1983 بحيدر آباد في الهند. من الجوائز التي نالها Filmfare Award for Best Male Debut – South ‏ سنة 2002.

## أعمال

### أفلام
- (2009) ريشيبو

## جوائز
- Filmfare Award for Best Male Debut – South [الإنجليزية]‏ (2002)

## وصلات خارجية
- نيثيين على موقع IMDb (الإنجليزية)
- نيثيين على موقع روتن توميتوز (الإنجليزية)
- نيثيين على موقع قاعدة بيانات الفيلم (الإنجليزية)